# 和海しょう
和海 しょう（かずみ しょう、11月28日生）は、元宝塚歌劇団花組の男役。
福岡県福岡市生まれ、福岡女学院中学出身。公称身長169cm。愛称は「しぃちゃん」「しおり」、血液型B型。

## 略歴
2006年4月、宝塚音楽学校入学、94期生。同期には珠城りょう、麻央侑希、仙名彩世、華雅りりか、早乙女わかばなどがいる。
2008年3月、宝塚歌劇団入団。月組公演『ME AND MY GIRL』で初舞台。その後花組に配属。
2015年7月から2017年6月まで、TAKARAZUKA SKY STAGEの第3期スカイ・ナビゲーターズを務めた。
2017年10月18日のパ・リーグクライマックスシリーズファイナルステージ第1戦
、2023年8月18日のソフトバンク・西武戦で国歌独唱を行った。
2023年10月8日、『鴛鴦歌合戦／GRAND MIRAGE!』東京公演千秋楽をもって、宝塚歌劇団を退団。
退団後は、大ファンである福岡ソフトバンクホークスに携わる活動や、舞台・コンサートなどに出演している。
同じ福岡市出身である俳優の池松壮亮並びに元中日ドラゴンズ選手の古本武尊とは小学生時代から親交がある。

## 主な舞台

### 初舞台
- 2008年3 - 5月、『ME AND MY GIRL』（宝塚大劇場公演のみ）

### 花組時代
- 2008年7 - 8月、『愛と死のアラビア／Red Hot Sea』（東京宝塚劇場公演のみ）
- 2009年1 - 3月、『太王四神記』
- 2009年9 - 11月、『外伝ベルサイユのばら －アンドレ編－／EXCITER!!』 - 村人、新人公演：衛兵隊
- 2010年3 - 5月、『虞美人』 - 新人公演：王陵（本役：彩城レア）
- 2010年7 - 10月、『麗しのサブリナ／EXCITER!!』 - 新人公演：エディ（本役：日高大地）
- 2010年11 - 12月、『CODE HERO／コード・ヒーロー』（宝塚バウホール・日本青年館）- キム
- 2011年2 - 4月、『愛のプレリュード／Le Paradis!!』 - 新人公演：ケビン・カーティス（本役：彩城レア）
- 2011年6 - 9月、『ファントム』 - 従者、新人公演：ラシュナル役（本役：瀬戸かずや）
- 2011年10 - 11月、『小さな花がひらいた／ル・ポアゾン 愛の媚薬』（全国ツアー） - 重吉
- 2012年1 - 3月、『復活 －恋が終わり、愛が残った－／カノン』 - 新人公演：セレーニン検事役（本役：朝夏まなと）
- 2012年4 - 5月、『長い春の果てに／カノン』（全国ツアー） - ジョルジュ
- 2012年7 - 10月、『サン＝テグジュペリ－「星の王子さま」になった操縦士（パイロット）－／CONGA!!』 - 新人公演：メルモーズ（本役：愛音羽麗）
- 2012年11月、『Victorian Jazz』（宝塚バウホール） - リチャード
- 2013年2 - 5月、『オーシャンズ11』 - ディック、新人公演：フランク・カットン（本役：瀬戸かずや）
- 2013年6月、『フォーエバー・ガーシュイン －五線譜に描く夢－ 』（宝塚バウホール） - アル・ジョルスン
- 2013年8 - 11月、『愛と革命の詩 -アンドレア・シェニエ-／Mr. Swing!』 - ペペ、新人公演：シャルル＝ルイ・トリュデーヌ・ド・モンティニー（本役：芹香斗亜）
- 2013年12月、『New Wave! －花－』（宝塚バウホール）
- 2014年2 - 5月、『ラスト・タイクーン -ハリウッドの帝王、不滅の愛-／TAKARAZUKA ∞ 夢眩』 - ジャン・ブローカ、新人公演：モート・フライシェーカー（本役：瀬戸かずや）
- 2014年6 - 7月、『ノクターン-遠い夏の日の記憶-』（宝塚バウホール） - マレイフスキー
- 2014年8 - 11月、『エリザベート -愛と死の輪舞-』 - 黒天使、新人公演：フランツ・ヨーゼフ（本役：北翔海莉）
- 2015年1月、『風の次郎吉 - 大江戸夜飛翔 -』（ドラマシティ・日本青年館） - 正太
- 2015年3 - 6月、『カリスタの海に抱かれて／宝塚幻想曲』 - テオ・レ・ロッシ
- 2015年7 - 8月、『ベルサイユのばら－フェルゼンとマリー・アントワネット編－／宝塚幻想曲（タカラヅカファンタジア）』（梅田芸術劇場・台北国家戯劇院） - デュガゾン
- 2015年10 - 12月、『新源氏物語 ／Melodia -熱く美しき旋律-』 - 兵部大輔
- 2016年2 - 3月、『For the people —リンカーン 自由を求めた男—』（ドラマシティ・KAAT神奈川芸術劇場） - ジェームズ・ポーク
- 2016年4 - 7月、『ME AND MY GIRL』 - 警官
- 2016年8月、『Bow Singing Workshop』（宝塚バウホール）
- 2016年9月、『アイラブアインシュタイン』（宝塚バウホール） - ヘルマン
- 2016年11 - 2017年2月、『雪華抄／金色の砂漠』 - 賊の男　サルム
- 2017年3 - 4月、『MY HERO』（赤坂ACTシアター・シアタードラマシティ） - ホセ・カルロス／バート・エンジェル
- 2017年6 - 8月、『邪馬台国の風／Santé!!〜最高級ワインをあなたに〜』 - 投馬王
- 2017年10月、『はいからさんが通る』（シアタードラマシティ・日本青年館） - 鈴木
- 2018年1 - 3月、『ポーの一族』 - ドン・マーシャル／アボット支配人
- 2018年5月、『あかねさす紫の花／Santé!!～最高級ワインをあなたに～』（博多座） - 海犬養連勝麻呂
- 2018年7 - 10月、『MESSIAH -異聞・天草四郎-／BEAUTIFUL GARDEN −百花繚乱−』 - 松島源之丞
- 2018年11 - 12月、『メランコリック・ジゴロ -あぶない相続人-／EXCITER!!2018』（全国ツアー） - ロジェ エトワール
- 2019年2 - 4月、『CASANOVA』 - ジャン＝バプティスト・マヌッチ
- 2019年6月、『恋スルARENA』（横浜アリーナ）
- 2019年8 - 11月、『A Fairy Tale -青い薔薇の精-／シャルム!』 - オリヴァー
- 2020年1月、『マスカレード・ホテル』（ドラマシティ・日本青年館） - 稲垣
- 2020年7 - 11月、『はいからさんが通る』 - 古美売太
- 2021年1 - 2月、『NICE WORK IF YOU CAN GET IT』（東京国際フォーラム・梅田芸術劇場） - マックス上院議員
- 2021年4 - 7月、『アウグストゥス-尊厳ある者-／Cool Beast!!』 - アポロドラス
- 2021年8 - 9月、『哀しみのコルドバ／Cool Beast!!』（全国ツアー） - アントン・ナバロ
- 2021年11 - 2022年2月、『元禄バロックロック／The Fascination（ザ ファシネイション）!』 - ヒサミチ
- 2022年3 - 4月、『冬霞（ふゆがすみ）の巴里』（ドラマシティ・東京建物 Brillia HALL） - オーギュスト
- 2022年6 - 9月、『巡礼の年〜リスト・フェレンツ、魂の彷徨〜／Fashionable Empire』 - シャルル=オーギュスタン・サント=ヴーヴ
- 2022年10 - 11月、『フィレンツェに燃える／Fashionable Empire』（全国ツアー） - マンガーノ大佐
- 2023年1 - 3月、『うたかたの恋／ENCHANTEMENT（アンシャントマン）-華麗なる香水（パルファン）-』 - ゼップス
- 2023年5月、『舞姫』（バウホール） - ドクトル・フォン・ヴィーゼ
- 2023年7 - 10月、『鴛鴦歌合戦（おしどりうたがっせん）／GRAND MIRAGE!』 - 志村狂斎 退団公演[7][8]

### 出演イベント
- 2013年6月、轟悠主演『宝塚巴里祭2013』（宝塚ホテル・パレスホテル東京）
- 2021年5月、瀬戸かずやスペシャルライブ「Gracias!!」（宝塚ホテル・ホテルグランドパレス）

## 宝塚歌劇団退団後の主な活動

### 舞台
- 2024年12月、『RUNWAY』（梅田芸術劇場・KAAT神奈川芸術劇場）[10]
- 2025年7月、『Flores de Colores』（有楽町朝日ホール）[11]

### その他のテレビ番組
- 松田宣浩の「熱男ゴルフ」（2023年12月 - 、スカパー! ・スポーツライブ+ほか）アシスタント[12]

### ライブ・コンサート
- 「三ッ矢直生GRAND CONCERT」（2024年5月、東京芸術劇場）[13]
- 「I LOVE MUSICAL 2025〜この曲をあなたへ〜」（2025年9月〈予定〉、きゅりあん）[14]

### イベント
- 「越路吹雪 生誕100年記念トリビュートディナーショー」（2024年2月、東京會舘）[15]
- 「HIBIYA CLASSICS」（2024年8月、東京ミッドタウン日比谷）[16]